# Bajka (powiat Levice)
Bajka – wieś (obec) na Słowacji położona w kraju nitrzańskim, w powiecie Levice. Pierwsze wzmianki o miejscowości pochodzą z roku 1286. 
Według danych z dnia 31 grudnia 2012, wieś zamieszkiwało 330 osób, w tym 158 kobiet i 172 mężczyzn.
W 2001 roku rozkład populacji względem narodowości i przynależności etnicznej wyglądał następująco:
- Słowacy – 72,67%
- Czesi – 0,3%
- Węgrzy – 26,73%

Ze względu na wyznawaną religię struktura mieszkańców kształtowała się w 2001 roku następująco:
- Katolicy rzymscy – 55,86%
- Ewangelicy – 7,51%
- Ateiści – 24,32%
- Nie podano – 0,3%